# Staurastrum protectum
Staurastrum protectum là một loài Song tinh tảo trong họ Desmidiaceae, thuộc chi Staurastrum.